# Frans Jeppsson-Wall
Frans Jeppsson-Wall   (Ystad, 19 de desembre de 1998), més conegut simplement com a Frans, és un compositor i cantant suec. El 2016 va guanyar el Melodifestivalen, a més de representar Suècia a Eurovisió amb la cançó "If I Were Sorry".

## Biografia

### Primers passos

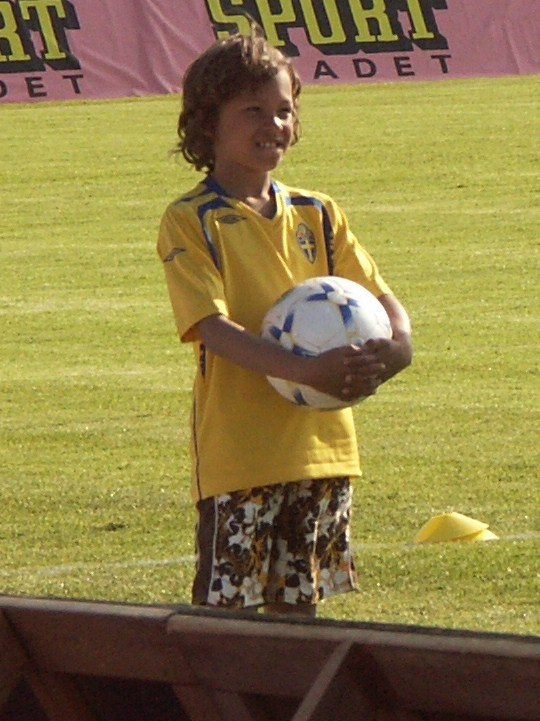
Frans Jeppsson Wall el 2008

Frans va néixer el 1998 a Ystad, Suècia. El seu pare, Mark, va néixer a Nigèria, essent fill de mare nigeriana i pare britànic. Als 8 anys, Mark va marxar a Londres (Regne Unit). La mare de Frans és sueca. Per aquest motiu, va créixer en un ambient bilingüe, parlant tant anglès com suec. La major part de la seva vida, Frans ha alternat la seva residència entre Suècia i Londres, a més d'haver estudiat música a la capital anglesa durant un any sencer, quan en tenia 15. Té una germana bessona.

Frans es va donar a conèixer gràcies als seus himnes futbolístics, que interpretava amb un grup de música, Elias, entre els quals destaca el seu primer èxit, "Who's da Man", dedicat a l'estrella futbolística sueca Zlatan Ibrahimović. La cançó, composta per Elias i cantada per Frans, es va mantenir al primer lloc de la Sverigetopplistan, el llistat oficial de cançons Suècia, durant 13 setmanes.
El nadal de 2006 va aconseguir, també, un èxit relatiu per la cançó "Kul med jul", entrant al Top 30 suec, on va arribar a ser la número 24. Un altre èxit aconseguit per Frans, en relació amb el futbol, va ser la seva cançó "Fotbollsfest", el 2008, dedicada a la selecció nacional de Suècia.

### Melodifestivalen i Festival d'Eurovisió de 2016
Després d'anys d'absència a les principals llistes musicals, Frans hi va tornar gràcies a la seva participació en el Melodifestivalen 2016 i al Festival d'Eurovisió, on va representar Suècia amb la cançó "If I Were Sorry", co-escrita per Oscar Fogelström, Michael Saxell, Fredrik Andersson i el mateix Frans. Aquesta cançó la va interpretar a Gävle durant la 4a i última semifinal del Melodifestivalen, el 27 de febrer de 2016, assegurant-se la plaça a la final, que es va celebrar el 12 de març de 2016 a Estocolm.
Immediatament després de la seva actuació, el single va ser publicat. La cançó es va popularitzar molt de pressa, convertint-se en número 1 de la Sverigetopplistan aquella mateixa setmana. També va aparèixer al llistat de cançons virals de Spotify a Suïssa, Taiwan, Islàndia, Uruguai, Regne Unit, Espanya, Noruega, França, Dinamarca, Turquia i Alemanya. Finalment, el 12 de març es va proclamar vencedor del Melodifestivalen 2016, aconseguint 156 punts, i convertint-se en el representant de Suècia al següent Festival d'Eurovisió. Amb 17 anys, Frans es convertia en el vencedor més jove del Melodifestivalen dels darrers 33 anys, i en el segon més jove de la història, només superat per Carola Häggkvist, que en tenia 16 quan va guanyar l'edició de 1983.
A Eurovisió, Frans va acabar en 5a posició.

## Discografia

### Àlbums
| Títol  | Detalls                                                                              | Millor posició a les llistes |
| Títol  | Detalls                                                                              | SWE                          |
| ------ | ------------------------------------------------------------------------------------ | ---------------------------- |
| Da Man | - Publicació: 2006 - Discogràfica: Universal Music AB - Format: Digital download, CD | 20                           |

### Singles

#### Com a líder
| Any  | Títol                                  | Millor posició a les llistes | Millor posició a les llistes | Àlbum                 |
| Any  | Títol                                  | SWE                          | UK                           | Àlbum                 |
| ---- | -------------------------------------- | ---------------------------- | ---------------------------- | --------------------- |
| 2006 | "Kul med Jul"                          | 24                           | —                            | Da Man                |
| 2008 | "Fotbollsfest" (Frans featuring Elias) | 1                            | —                            | Non-album single      |
| 2016 | "If I Were Sorry"                      | 1                            | 194                          | Melodifestivalen 2016 |

#### Col·laboracions
| Any  | Títol                                  | Millor posició a les llistes | Àlbum            |
| Any  | Títol                                  | SWE                          | Àlbum            |
| ---- | -------------------------------------- | ---------------------------- | ---------------- |
| 2006 | "Who's da Man" (Elias featuring Frans) | 1                            | Non-album single |